# Melanaspis bromiliae
Melanaspis bromiliae är en insektsart som först beskrevs av Leonardi 1899.  Melanaspis bromiliae ingår i släktet Melanaspis och familjen pansarsköldlöss. Inga underarter finns listade i Catalogue of Life.